# Milo (Itália)
Milo é uma comuna italiana da região da Sicília, província de Catania, com cerca de 1.104 habitantes. Estende-se por uma área de 18 km², tendo uma densidade populacional de 61 hab/km². Faz fronteira com Giarre, Sant'Alfio, Zafferana Etnea.

## Demografia
| Variação demográfica do município entre 1861 e 2011                               |
|                                                                                   |
| Fonte: Istituto Nazionale di Statistica (ISTAT) - Elaboração gráfica da Wikipedia |